# Kerstin de Witt
Kerstin de Witt (* 1976 in Meppen) ist eine deutsche Blockflötistin. Ihre Schwerpunkte liegen in der Alten Musik und der zeitgenössischen Musik.

## Leben
Das Studium absolvierte sie an der Hochschule für Musik und Theater Hamburg und an der Hochschule für Musik Trossingen. Zu ihren Lehrern gehörten Kees Boeke und Peter Holtslag.
1991 wurde ihr der Kulturpreis des Landkreises Emsland verliehen. Beim internationalen Blockflötenwettbewerb in Calw gewann sie 1998 den Sonderpreis für die beste Interpretation der Auftragskomposition. 1999 wurde sie Masefield-Stipendiatin der Alfred Toepfer Stiftung F.V.S.
Kerstin de Witt konzertiert als Solistin und in verschiedenen Ensembles.
Seit 1999 ist sie Mitglied des renommierten Blockflötenquartetts Flautando Köln. Sie ist in zahlreichen Rundfunk-, TV- und CD-Aufnahmen vertreten.
Sie spielt in Europa (u. a. Schleswig-Holstein Musik Festival, MuziekBiennale Niederrhein, MDR Musiksommer, Musikfestival Mitte Europa), in Australien, den USA, Korea, Taiwan und Mittelamerika.
Seit 1999 ist sie Dozentin der Sommerakademie Alter Musik in Prachatice (Tschechien). 
Sie ist seit 2019 Professorin an der Hochschule für Musik und Tanz Köln.

## Diskographie (Auswahl)
- Johann Christian Schickhardt – sechs Konzerte für vier Blockflöten und B.c. – Ars Musici (2001)
- Wie schön leuchtet der Morgenstern – Musik zur Weihnachtszeit – Ars Musici (2002)
- Profile 1 – BKL (2003)
- Charpentier: Musique sacrée – Archiv Produktion (2003)
- Musica Hispanica – Musik aus Spaniens goldenem Zeitalter – Ars Musici (2004)
- Don Quichotte in Hamburg – Edition Raum Klang (2005)
- Ancor che col partire – Diminutionen des 16. Jahrhunderts – Ars Musici (2005)
- La Spiritata 2 – Blockflötenmusik durch die Jahrhunderte – Ars Musici (2007)
- Violett – Conditura Records (2008)
- Ye sacred Muses – Music from the house of Tudor – Carus-Verlag (2009)
- Johann Sebastian Bach und Söhne – Carus-Verlag (2010)